# Raja Shehadeh
Raja Shehadeh (nacido en Ramala en 1951) es un abogado, activista de derechos humanos y escritor palestino. Es el cofundador de la galardonada organización palestina de derechos humanos Al-Haq, creada en 1979. En 2008 ganó el Premio Orwell, el premio más importante del Reino Unido sobre escritura política, por su libro Palestine Walks.

## Infancia y juventud
Raja Shehadeh nació en una prominente familia de cristianos palestinos. Su abuelo, Saleem, fue juez en los tribunales del Mandato británico de Palestina. Su tío tatarabuelo, el periodista Najib Nassar, fundó el periódico Al-Karmil, con sede en Haifa, en los últimos años del imperio otomano, antes de la Primera Guerra Mundial. Su padre, Aziz, fue uno de los primeros palestinos en apoyar públicamente una solución de dos Estados para el conflicto árabe-israelí.
En el contexto de la Nakba, la expulsión o huida forzada de más de 700.000 palestinos de sus hogares durante la guerra árabe-israelí de 1948, su familia tuvo que trasladarse de Jaffa a Ramala. En 1951, Shehadeh nació en esta última ciudad, en la Cisjordania entonces ocupada por Jordania, donde discurrió toda su infancia. Fue alumno de la Universidad de Birzeit durante dos años antes de trasladarse para estudiar literatura inglesa en la Universidad Americana de Beirut. Después de graduarse de la UAB, Shehadeh estudió en la Facultad de Derecho de Londres. Una vez concluida su educación formal, Shehadeh regresó a Ramala y se dedicó a la práctica jurídica con su padre.

## Carrera jurídica y literaria
En 1979, Shehadeh cofundó la organización de derechos humanos Al-Haq, que es la filial palestina de la Comisión Internacional de Juristas. Ha escrito varios libros sobre derecho internacional, derechos humanos y Oriente Medio. Al-Haq fue una de las primeras organizaciones de derechos humanos en el mundo árabe. Shehadeh fue co-receptor del Premio Carter-Menil de Derechos Humanos en 1989 y del Geuzenpenning en 2009.
Además de su labor jurídica, Shehadeh ha escrito varios libros sobre Palestina en los que refleja una perspectiva basada en su propia vida. En Extraños en la casa, cuenta la historia de sus primeros años de vida y su relación con su padre. El diario británico The Economist describió estas memorias como «personales y realmente impresionantes». En 2008, Shehadeh ganó el Premio Orwell, el más importante del Reino Unido para literatura política, por su libro Paseos palestinos. En julio de 2018, su biografía Donde se traza la línea: un cuento de cruces, amistad y cincuenta años de ocupación fue elegida para el Libro de la Semana de la BBC Radio 4 y fue narrada por el actor Peter Polycarpou.
En 2016, Shehadeh participó en un proyecto iniciado por la organización Breaking the Silence, en el cual escribió un artículo para un libro con motivo del 50.º aniversario de la ocupación israelí de Palestina. El libro, editado por Michael Chabon y Ayelet Waldman, se publicó en junio de 2017 con el título Un reino de olivos y ceniza: Escritores contra la ocupación de Palestina, y contó también con colaboraciones de Mario Vargas Llosa, Madeleine Thien, Lars Saabye Christensen, Dave Eggers, Taiye Selasi, Colm Tóibín, Hari Kunzru, Lorraine Adams, Helon Habila, Anita Desai, Porochista Khakpour, Colum McCann y Maylis de Kerangal.
El editor Adam Shatz, del London Review of Books, citó a Shehadeh como una de las dos personas que le han proporcionado una influencia formativa en su comprensión del conflicto de Oriente Medio, y escribió que «angustiado y de alguna manera frágil, es un hombre que, a pesar de su comprensible amargura, ha seguido soñando con un futuro más allá de la ocupación, una especie de federación neo-otomana donde árabes y judíos vivan como iguales».